# 卡塔日娜·兹杰布沃
卡塔日娜·兹杰布沃（波蘭語：Katarzyna Zdziebło，1996年11月28日—），波兰女子田径运动员，2022年世界田径锦标赛女子20公里竞走和女子35公里竞走银牌得主、2022年欧洲田径锦标赛女子20公里竞走银牌得主。